# Selezioni giovanili della nazionale maschile di pallavolo di Saint Lucia
Le selezioni giovanili della nazionale maschile di pallavolo di Saint Lucia sono gestite dalla federazione pallavolistica di Saint Lucia e partecipano ai tornei pallavolistici internazionali per squadre nazionali maschili limitatamente a specifiche classi d'età.

## Under 23
La selezione nazionale under 23 rappresenta Saint Lucia nelle competizioni internazionali dove il limite di età è di 23 anni.
| 2012 | non qualificata |
| 2014 | non qualificata |
| 2016 | 9º posto        |
| 2018 | non qualificata |
| 2021 | non qualificata |
| 2023 | non qualificata |

## Under 21
La selezione nazionale under 21 rappresenta Saint Lucia nelle competizioni internazionali dove il limite di età è di 21 anni.
| 1998 | ?               |
| 2000 | ?               |
| 2002 | ?               |
| 2004 | non qualificata |
| 2006 | non qualificata |
| 2008 | non qualificata |
| 2010 | 11º posto       |
| 2012 | non qualificata |
| 2014 | 9º posto        |
| 2016 | non qualificata |
| 2018 | non qualificata |

## Under 19
La selezione nazionale under 19 rappresenta Saint Lucia nelle competizioni internazionali dove il limite di età è di 19 anni.
Non ha ancora preso parte ad alcuna competizione ufficiale.